# А мы просо сеяли
А мы просо сеяли (просо, просо сеять, бояре, в чистку; бел. А мы проса сеялі; укр. А ми просо сіяли) — одна из древнейших хороводных игр, известная русским, белорусам и украинцам. В областях южнее Москвы относится к репертуару весенне-летних и исполняется во время троицко-семицких праздников: обычно проводится вечером на Красную горку или в Духов день на лужайке. У белорусов в Гомельском уезде исполнение было приурочено к Пасхальной неделе. На Русском Севере в неё довольно часто играли и на Святки. Цель этой игры была пробудить плодородие земли, обеспечить обильный урожай, а для незамужних девушек — удачно и скоро выйти замуж. Подобные игры широко распространены по всей Европе.
Игра  известна  в нескольких  вариантах. Наибольшее распространение имел вариант, где девушки выстраивались в два ряда лицом друг к другу, каждая группа девушек попеременно пела одну строфу песни, то приближаясь, то отступая.

## Описание

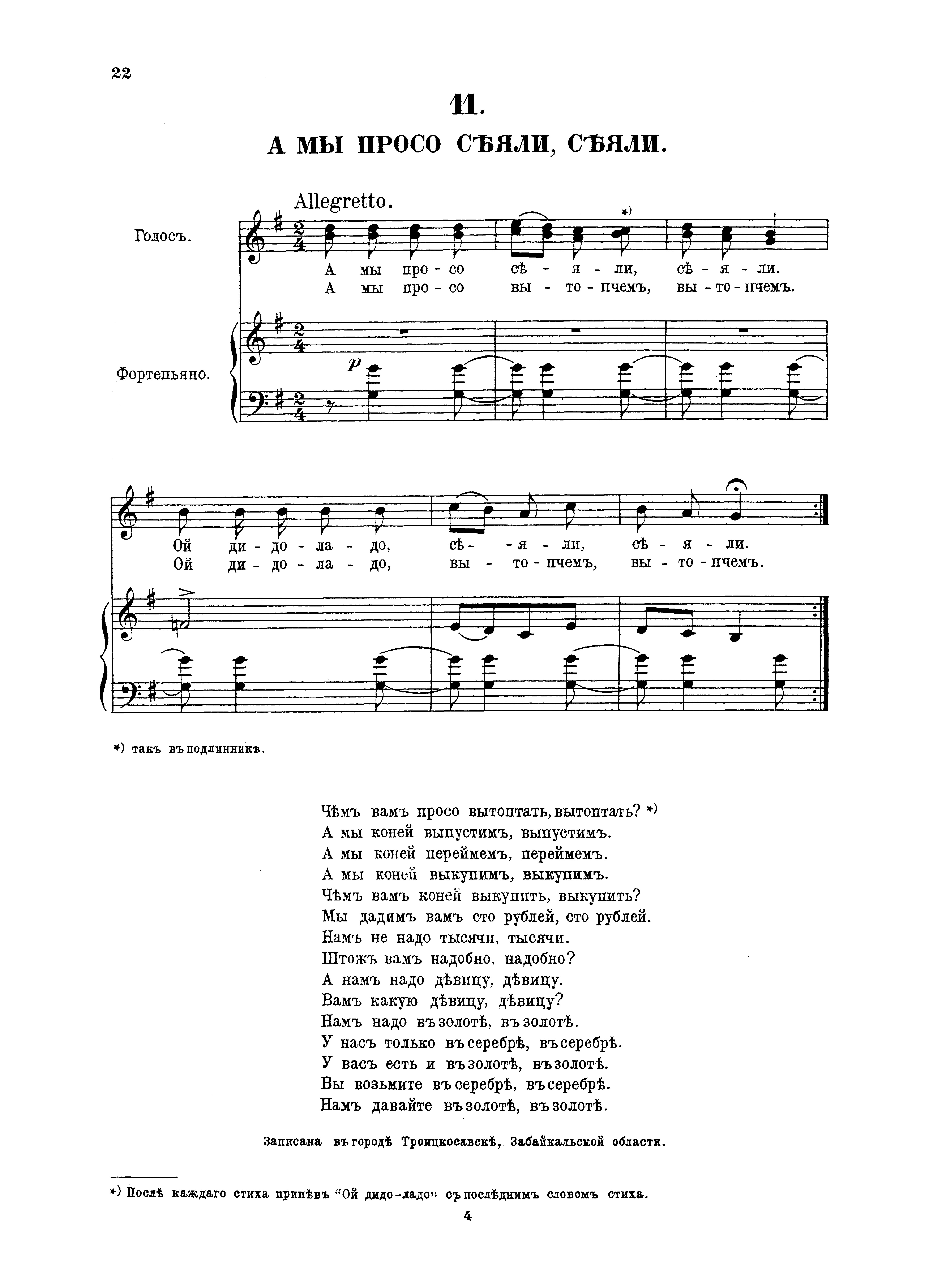
Слова и мелодия из Сибири

«Нет места в России, отмечал А. Терещенко, где бы не пели просо сеять, и по большей части поют в тёплые весенние дни. Замечательно, что этой игрой встречается самая весна. Едва зазеленеют луга, уже выходят девушки и молодцы повеселиться на просторе...».
П. Бессонов писал о белорусских традициях: «Это известное "А мы проса сеяли", остаток древнего игрища парами, стенка девушек и молодцов. Тот же остаток старого деления на стенки и хороводы представляют споры и счёты девушек с молодцом, жены с мужем и т. п.»
На Русском Севере довольно часто играли на святочных игрищах, а иногда и святочных обходах дворов, когда группа молодых людей, а иногда и взрослых женщин и мужчин, затевали в избе игру «А мы просо сеяли», ходили ряды от окон к двери и посыпали пол зерном.
Рязанский вариант игры — «Бояре» (Бояре, а мы к вам пришли), в Подмосковье — «В чистку».

## Правила
В игре принимают участие только девушки или парни с девушками. Участники делятся поровну на две команды и встают в линии напротив друг друга. Принципиальное значение в игре имеет направление сеяния — движения, «по» или «против» солнца: начинающий игру и запевающий песню первый ряд всегда двигается по солнцу (с востока на запад), второй ряд против солнца — с запада на восток. Песня исполняется плавно, в умеренном или медленном темпе.
Начинается песня со слов «А мы просо сеяли», и первая линия двигается навстречу второй и проходит половину пути до второй линии. Вторая линия стоит на месте. На слова припева «Ой, дид-ладо, сеяли» или «Ой, дева люли» двигается обратно. На вторую строфу: «А мы просо вытопчем» вторая линия идёт навстречу первой и проделывает тот же путь. Так продолжается несколько куплетов.
После слов:

— А нам надо девицу, девицу.

— А каку ж вам девицу, девицу?
— команда, выбирающая девицу, совещается, и затем поёт, называя имя выбранной. После слов: «Отворяйте воротца! Принимайте девицу!» выбранная девушка переходит из первой линии во вторую. После перехода первая линия поёт: «В нашем полку убыло». А вторая: «В нашем полку прибыло». Затем всё повторяется до тех пор, пока все девушки с одной стороны не перейдут на другую.
В игре происходит имитация части свадебного обряда. Так же как и во время свадебного обряда, происходит изменение состояния невесты и среды её пребывания (обряд перехода). В игре это перемещение девушки в реальном (физическом) и социальном пространстве и символическое признание её, а также включение её в новую группу как полноправного члена (проход девушки сквозь символические ворота «Открывайте ворота, принимайте девицу!».
В более ранних описаниях шеренги состояли из девушек и замужних женщин, когда обыгрывались свадебные и послесвадебные обряды перехода девушек в стан замужних; или из девушек и парней, и тогда смысл игры заключался в «переженивании» участников.